# Abbuzze! Der Badesalz-Film
Abbuzze! Der Badesalz-Film ist ein 1996 erschienener Spielfilm des Regisseurs Roland Willaert. Die Hauptrollen spielt das hessische Komikerduo Badesalz, das auch das Drehbuch schrieb.

## Handlung
Der Film besteht hauptsächlich aus verschiedenen, oft grotesken Episoden. Außerdem gibt es eine Rahmenhandlung, aus der sich die Episoden ableiten. Die Verbindung zwischen der Rahmenhandlung und den Episoden ist allerdings sehr schwach. Viele Episoden drehen sich um Überwachung und Sicherheit.
In der Rahmenhandlung stecken der Versicherungsvertreter Erich (Nachtsheim) und ein gewisser Richard (Knebel) zusammen in einem Aufzug fest, der für ein Wohnhaus ungewöhnlich groß ist (etwa 3 × 3 Meter). Während Erich möglichst schnell raus will, hat es Richard eigentlich gar nicht so eilig, denn er scheint im Aufzug zu wohnen. Die Handlungen der Zwischenhandlungen sind:
- Zwei Kassiererinnen beschuldigen eine schwangere Frau, Ladendiebstahl begangen zu haben.
- Acht Eskimos in einem Iglu schauen im Fernsehen ein bayerisches Bühnenprogramm.
- In der Vergangenheit outet sich Erich bei Handwerkern, Abitur zu haben.
- Ein U-Boot droht zu sinken, bis der Kapitän mit gekonnten Weisheiten über Eintracht Frankfurt das Unglück verhindern kann (Parodie des Films „Das Boot“ von 1981).
- Zwei Rocker, die beim Hausüberwachungsdienst arbeiten, demolieren ein Wohnhaus und machen Musik.
- Ein fiktiver Werbespot über eine deutsche Gaststätte wird bei den beiden Hausüberwachern gesendet.
- Ein junges Pärchen findet ein zu groß geratenes Findelkind an einer Trinkhalle und gibt ihm ein neues Zuhause. Dem Findelkind wird der Name „Abbuzze!“ gegeben.
- Zwei Sicherheitsbedienstete in einer U-Bahn-Station nehmen einen angeblichen Umweltverschmutzer fest und schauen bei zwei Schlägereien weg.
- Zwei Hausmeister sitzen vor der Videoüberwachung, essen massenweise „Gummern“ (Gurken) und einer erklärt dem anderen die Umschaltung der Monitore. Dabei bemerken sie niemals die Situation im Aufzug, in dem sich auch eine Überwachungskamera befindet.
- Fred Labosch (ein berühmter Schauspieler) dreht mehrere Filme gleichzeitig. Richard schwärmt für diesen Schauspieler.
- Fred Labosch philosophiert mit seinem Raucherfreund über die Unsinnigkeit ärztlicher Gesundheitsempfehlungen.
- Ein Bodybuilder trainiert hart im Sportstudio auf den Monat Mai hin, wenn die Freibäder wieder aufmachen.
- In einem Restaurant geraten die Gäste durch den Verzehr von BSE-belastetem Fleisch in Raserei.
- Vier ältere Damen halten ihr regelmäßiges Kaffeekränzchen und verfallen in Diskussionen und Trinkrunden.
- Nachbarn und Wohnungsmakler inspizieren eine nach einem Todesfall vakant gewordene Wohnung.

## Rezeption
718.000 Zuschauer sahen den Film im Kino.
Filmdienst.de kritisierte, dass die Rahmenhandlung um den im Fahrstuhl eingesperrten Erich für einen Langfilm nicht ausreiche. Redakteur Hans Messias analysierte, dass Badesalz im Film wie in ihrem Bühnenprogramm minimalistische Komik mit einem „Beigeschmack des Denunziatorischen“ darböten, wie sie in den 1990er-Jahren von Künstlern wie Tom Gerhardt oder Helge Schneider erfolgreich dargeboten wurden. Badesalz würden die Grenzen des guten Geschmacks dabei aber regelmäßig überschreiten, beispielsweise durch die Darstellung ausländerfeindlicher Klischees.
- video.de urteilt „Ein umwerfender Klamauk (nicht nur) für Comedy-Fans.“